# Инокентий Лопатин
Инокентий Александрович Лопатин (на руски: Иннокентий Александрович Лопатин) е руски минен инженер, геолог, географ, етнограф.

## Произход и младежки години (1839 – 1862)
Роден е на 21 януари 1839 година в Красноярск, Руска империя, в дворянско семейство. През 1852 г. постъпва като възпитаник в пансиона при Минния институт в Петербург. През 1860 г. завършва института и постъпва на работа като чиновник в Минното ведомство на Източен Сибир.

## Изследователска дейност (1862 – 1877)
През 1862 г. извършва експедиция в устието на река Селенга за изучаване последствията от земетресението в района.
През 1863 г. провежда изследвания в Приморския край, където открива големи находища на кафяви въглища.
Удачно начало за неговата бъдеща кариера като виден геолог става т.нар. Витимска експедиция. От май до септември 1865 г., заедно с топографа И. А. Кондратиев, изследват горния басейн на река Витим, картират цялото горно течение на реката и многочислените ѝ притоци и извършват множество хипсометрични измервания. Техните маршрути преминават по труднодостъпни местности, където дотогава не е стъпвал крак на изследовател. Събраните материали позволяват на Лопатин да дойде до извода, че изследваната от него територия с вечнозамръзналата си почва представлява възвишение, постепенно понижаващо се към река Витим. Южно от изворите на Витим открива следи от древни вулкани. Съставя първата геоложка карта на Задбайкалието, която остава единствена до 1894 г.
През 1866 г. е назначен за ръководител на т.нар. Туруханска експедиция. Заедно с натуралиста Фьодор Щмид, топографа И. Е. Андреев и антрополога Афанасий Шчапов се спуска по Енисей от Енисейск до устието му, изследва геоложкия строеж покрай бреговете на реката, предсказва перспективността на Норилското медно-никелово находище, описва вечната замръзналост, води етнографски наблюдения.
През 1867 г. провежда геоложки изследвания в южната част на Приморския край, а през 1867 – 1868 – на остров Сахалин. Обхожда южната част на острова, след това преминава пеша по източния бряг от залива Търпение до устието на река Набил, като изминава над 1800 км. Доказва значението на въглищните находища на острова и му съставя първата геоложка карта. През 1869 г. отново работи в Приморието и Амурския край, като изследва реките Усури и Амур.
През 70-те години се занимава с търсене на златоносни находища в Енисейския край, разкопава древните могили в Минусинската котловина. През 1873 изследва горното течение на Енисей и разширява представите на учените за стратиграфията на района. През 1874 г. извършва геоложка снимка на 600 км от долното течение на долината на река Ангара. През 1875 изучава участък от горното течение на Енисей нагоре от Красноярск и средното течение на река Чулим, с цел набелязване на подходящо място за строителство на обско-енисейски плавателен канал. Плава над 1000 км по река Чулим и в долината ѝ открива въглищни залежи.
През 1877 г. изследва и картира около 600 км от долното течение на река Подкаменна Тунгуска до устието на река Чуня (96º и.д.). В резултат на тези му изследвания коренно се изменят представите на учените за геоложкия строеж на западната част на Сибирската платформа.
Изследванията на Лопатин не се ограничават само с геоложка дейност, но включват още географски и топографски измервания, описание на археологически паметници, етнографска характеристика на руското и коренното население на Сибир. Събира богата колекция от находки от късната бронзова епоха.

## Следващи години (1877 – 1909)
Многогодишните му пътувания разклащат здравето му и през последните години от живота си често пътува в чужбина на лечение. От 1885 до 1909 г. живее в Пензенска губерния.
Умира в родния си град на 15 ноември 1909 година на 70-годишна възраст.

## Памет
Неговото име носят:
- връх Лопатин (50°51′ с. ш. 143°08′ и. д. / 50.85° с. ш. 143.133333° и. д., 1609 м), най-високата точка на остров Сахалин;
- нос Лопатин, на западния бряг на остров Сахалин.